# مضاعف لاغرانج
في الاستمثال الرياضي(اختيار الحل الامثل) ، تعد طريقة مضاعفات لاغرانج استراتيجية لإيجاد الحد الأقصى المحلي والحد الأدنى لوظيفة تخضع لقيود المساواة (على سبيل المثال ، بشرط أن يتم استيفاء واحدة أو أكثر من المعادلات بالضبط بالقيم المختارة للمتغيرات ).